# Джелена Дженсън
Джелена Дженсън (на английски: Jelena Jensen) е американска порнографска актриса.

## Биография
Родена е на 7 октомври, 1981 г. в град Лос Анджелис, щата Калифорния, САЩ и е от немски произход.
Джелена заснема първата си фото сесия със Scott St. James, която е публикувана през август 2003 на списание Club Magazine. Оттогава насам тя е работила с много фотографи като Suze и Holly Randall, J. Stephen Hicks, Matti Klatt и Richard Avery.
През 1999 тя е приета в Университета Chapman в Ориндж Каунти, Калифорния и се дипломира с отличие през 2003 г. с бакалавърска степен по Филмови и телевизионни продукции. Отначало се включва като маркетинг-мениджър на порнокомпания, където работи по дизайна и начина за привличане на клиенти – с оферти за онлайн-контакти и видеоклипове. След това започва да се снима първоначално като еротичен модел, а след това започва да прави и секс пред камерата.

## Награди
Носителка на награди
- 2010: XBIZ награда за уеб момиче на годината.[5]
- 2010: XFANZ награда за уеб момиче на годината.[9]
- 2010: Пентхаус любимец за месец март.[10][5]

Други признания и отличия
- Twistys момиче на месеца – декември 2005 г.[11]
- 95-о място в класацията на списание „Комплекс“ – „Топ 100 на най-горещите порно звезди (точно сега)“, публикувана през месец юли 2011 г.[12]

## Филмография
Участвала е в над 20 филма сред които:
- Instant Lesbian [Smash] (2006)
- Best Of Stocking Secrets [Smash] (2005)
- Meridians Of Passion [Trampas] (2004)
- Posh Kitten [Digital Playground] (2005)
- Sex Symbol [Peach] (2003)

## Списания
- Club (август 2003) – Първи път
- Fox (ноември 2003)
- High Society (януари 2004)
- Natural Beauties (март 2004)
- Hustler (април 2004) – Момиче на месеца